# Pseudepigraphie (Bibel)
Pseudepigraphie im Zusammenhang mit der Bibel bezeichnet entweder die angeblich falsche Autorschaft biblischer Texte (= Pseudepigraphie in der Bibel) oder die angebliche Abfassung außerbiblischer Schriften durch biblische Personen (= Pseudepigraphie zur Bibel).
Die Anfertigung literarisch-religiöser Werke, verbunden mit bewusst falsch angegebener Verfasserschaft, war als Phänomen schon im Altertum bekannt. Seit dem frühen 18. Jahrhundert sind im Zuge der historischen Kritik auch einige Schriften des Bibelkanons als pseudepigraph eingestuft oder in Betracht gezogen worden. Der Nachweis von Pseudepigraphie ist methodisch oft schwierig, wie zum Beispiel die ausgedehnte Diskussion rund um die Pastoralbriefe zeigt.
Die Qualifizierung einer Schrift als „pseudepigraph“ sagt nichts über die inhaltliche oder literarische Qualität aus. Dessen ungeachtet kann die Frage, ob eine biblische Schrift vom angegebenen Verfasser stammt, auch unter Wissenschaftlern einen Loyalitätskonflikt hervorrufen und heftige Debatten auslösen, weil es dabei um den Kanon heiliger und mithin maßgebender Schriften geht.
Da die Kirchen vor allem den Umfang des Alten Testaments verschieden bestimmen, kann dies auch den Umfang biblischer Pseudepigraphie mitbetreffen.

## Begriffsbestimmung
Eine Schrift mit falscher Verfasserangabe heißt Pseudepigraph (von griech.: ψευδής, pseudēs: „lügenhaft“, „falsch“ und ἐπιγραφή epigraphē: „Name“, „Inschrift“; zusammengenommen: „falsche Überschrift/Betitelung“). Pseudonymität liegt hingegen dann vor, wenn sich ein Autor – meist aus Sicherheitsgründen – unter einem fremden, unbekannten Namen zu Wort meldet.
Wurde der Verfassername vom Verfasser(-kreis) bewusst falsch angegeben, spricht man von primärer Pseudepigraphie; wurde der Verfassername von einer anderen Person fälschlicherweise hinzugefügt, spricht man von sekundärer Pseudepigraphie (zum Beispiel wurde die Didache erst nachträglich den zwölf Aposteln zugewiesen). Zu den Pseudepigraphen kann man auch Werke zählen, die nicht ausdrücklich von einem bestimmten Autor geschrieben sein wollen, diesen aber perfekt nachahmen und so den Anschein erwecken, von ihm geschrieben zu sein. Auf diese Weise kann eine weithin angenommene, aber fälschlich zugeschriebene Verfasserschaft einen Text pseudepigraphisch machen.
In den Bibelwissenschaften werden mit Pseudepigraphen jene religiösen Schriften des Judentums bzw. des beginnenden Christentums bezeichnet, die ungefähr zwischen 200 v. Chr. und 200 n. Chr. geschrieben wurden. Dabei sind nicht alle im formalen Sinne pseudepigraphisch. Sie werden evangelischerseits von den deuterokanonischen Schriften (so die Bezeichnung katholischer- und orthodoxerseits) bzw. Apokryphen (evangelische Bezeichnung) unterschieden, die in der Septuaginta und Vulgata, aber nicht im hebräischen bzw. evangelischen Bibelkanon erscheinen. Die römisch-katholische Kirche unterscheidet nur zwischen deuterokanonischen und all den anderen Schriften, die sie „Apokryphen“ nennt, womit sie auch die Pseudepigraphen bezeichnet.

## Der Sinn biblischer Pseudepigraphie
Pseudepigraphen wurden üblicherweise biblischen Gestalten zugeschrieben bzw. untergeschoben, die hohes Ansehen genossen. Deren Autorität wurde genutzt, um eigene Vorstellungen und Ideen zu verbreiten bzw. ihnen Geltung zu verschaffen. Im Bereich biblischen Schrifttums muss mit der Möglichkeit gerechnet werden, dass die Aufnahme in den Bibelkanon oder in die Liturgie bezweckt wurde.

## Kriterien und Wahrscheinlichkeit

### Kriterien für Pseudepigraphie
- Altersbestimmung der Schriftstücke (radiologisch/paläographisch)
- Beurteilung anderer Schriften des Bibelkanons (Datierung, Verfasserschaft, evtl. literarische Abhängigkeit)
- Einschätzung der literarischen Fähigkeiten biblischer Verfasser/Gestalten
- Vergleich mit als echt anerkannten Schriften des Verfassers (Stil, Wortschatz, Inhalt)
- Vorstellungen über religionsgeschichtliche Entwicklungen
- Einschätzung der Wahrscheinlichkeit, dass eine Person überhaupt etwas geschrieben hat oder dass es überliefert wurde

### Wahrscheinlichkeit
Bei Aussagen zur Verfasserschaft biblischer Schriften handelt es sich – wie bei allen historischen Urteilen – um Wahrscheinlichkeitsurteile. Die wachsende Einsicht in historische Zusammenhänge, das „Verstehen“ von Geschichte, kann als ein spiralförmiger Vorgang verstanden werden, der unabdingbar und unvermeidbar durch Vorurteile und deren Auflösung bestimmt ist.
Beispiel: Während die Abfassung des Epheserbriefs durch Paulus vielen Gelehrten (vor allem aus briefinternen Gründen) als unmöglich erscheint, einigen anderen aber durchaus als möglich, sei der 2. Brief des Petrus nach der „beinahe einhelligen Meinung der Neutestamentler“ pseudepigraph.

## Bibelwissenschaft
Bei biblischen Texten bezieht sich der Ausdruck Pseudepigraphen speziell auf Werke, die vorgeben, von bekannten Autoritäten des Alten oder Neuen Testaments oder von Personen geschrieben worden zu sein, die in die jüdische oder christliche Forschung oder Geschichte involviert waren. Diese Werke können auch biblische Themen zum Gegenstand haben. Oft sind sie so geschrieben, dass sie so autoritativ in Erscheinung treten wie die Werke, die in den jüdischen oder einen christlichen Bibelkanon aufgenommen wurden. Der Kirchenvater Eusebius von Caesarea weist darauf hin, dass diese Gepflogenheit mindestens bis zu dem Bischof Serapion von Antiochia zurückreicht, und er merkt an: „Aber jene Schriften, die fälschlich mit ihren Namen bezeichnet sind (τα ψευδεπιγραφία, ta pseudepigraphia), weisen wir als erfahrene Leute zurück […]“.

### Begriffsverwirrung: Pseudepigraphisch und apokryph
Viele der eben genannten Werke wurden als „Apokryphen“ (Apokryphe jüdische Schriften) bezeichnet, was ursprünglich „Geheimschriften“ bedeutete, nämlich jene, die für den öffentlichen Gebrauch im Gottesdienst abgelehnt wurden. Die Oden Salomos sind ein Beispiel für einen sowohl pseudepigraphischen als auch apokryphen Text: Pseudepigraphisch, weil er nicht von König Salomo stammt, sondern wahrscheinlich um 130 n. Chr. verfasst wurde, und apokryph, weil diese Sammlung von Hymnen weder in den jüdischen noch den christlichen Bibelkanon aufgenommen wurde.
Die evangelischen Kirchen verwenden den Ausdruck „Apokryphen“ für Schriften, die nicht im hebräischen Kanon, nur in der Septuaginta zu finden sind. In neuerer Zeit bezeichnen sie diese Werke neutraler auch als „Spätschriften des Alten Testaments“. Katholiken bezeichnen sie als „deuterokanonisch“. Von daher kam es unter einigen protestantischen Bibelgelehrten zu einem weitreichenden Gebrauch des Begriffs Pseudepigraphen für außerkanonische Werke, wo es aufgrund der ihnen zugeschriebenen Verfasserschaft schien, als sollten sie ein Teil des biblischen Kanons sein, die aber außerhalb der protestantischen oder katholischen Bibel stehen. Daher kann der Ausdruck „pseudepigraphisch“, wie er nun oft unter Protestanten und römisch-katholischen Christen gebraucht wird (vermeintlich um Klarheit in der Diskussion zu schaffen), es schwierig machen, mit einem Laienpublikum Fragen pseudepigraphischer Verfasserschaft „kanonischer“ Schriften unvoreingenommen und objektiv zu erörtern. Noch verwirrender ist die Tatsache, dass orthodoxe Christen manche Bücher als kanonisch akzeptieren, die von den westlichen Kirchen als pseudepigraphisch betrachtet werden oder bestenfalls als kaum Autorität besitzend betrachtet werden. Es gibt außerdem Kirchen, die einige biblische Schriften verwerfen, die von Katholiken, Orthodoxen und Protestanten als kanonisch akzeptiert sind.
Die Bezeichnung „Pseudepigraphen“ wird bei Werken vermieden, die nach 300 n. Chr. entstanden sind und sich auf biblische Themen beziehen. Dennoch gibt es aus dieser Zeit klassische Beispiele von Pseudepigraphie: das im Spätmittelalter abgefasste Barnabasevangelium, die Apokalypse des Pseudo-Methodius, der Pseudo-Apuleius (Verfasser eines Buches über Kräuter aus dem 5. Jahrhundert, dem Apuleius zugeschrieben) und der Verfasser, der traditionellerweise als „Pseudo-Areopagit“ bezeichnet wird. Im 5. Jahrhundert veröffentlichte der Moralist Salvian von Marseille das Buch Contra avaritiam („Gegen die Gier“) unter dem Namen des Timotheus; der Brief, in dem er seinem früheren Schüler, Bischof Salonius, seine Beweggründe schildert, ist erhalten geblieben.

### Beispiele
Eindeutige Beispiele von Pseudepigraphen mit angeblich alttestamentlichem Verfasser:
- der Äthiopische Henoch (kanonisch in der Äthiopisch-Orthodoxen Kirche)
- das Buch der Jubiläen (Jubiläenbuch, manchmal auch: Kleine Genesis) (kanonisch in der Äthiopisch-Orthodoxen Kirche)
- das Leben Adams und Evas
- das Liber Antiquitatum Biblicarum (sogenannter Pseudo-Philo)

Eindeutige Beispiele von Pseudepigraphen mit angeblich neutestamentlichem Verfasser:
- Petrusevangelium
- Barnabasevangelium
- Laodizenerbrief
- 3. Korintherbrief (kanonisch in der Syrisch-Orthodoxen Kirche)

## Pseudepigraphie im Alten Testament (Tanach)

### Psalmen
Bei zahlreichen Psalmen, die König David zugeschrieben werden, rechnet man mit Pseudepigraphie. Allerdings ist der hebräische Ausdruck „ledawid“ (hebräisch: לְדָּוִיד) in den Psalmenüberschriften nicht zwingend mit „von David“ zu übersetzen. Es kann auch „für David“ heißen, bedeutete dann also „dem König David gewidmet“. Auch die Nennung von Mose und Salomo als Psalmendichter unterstreicht die Autorität und die Bedeutung der Texte und reiht sie in die Tradition Israels ein.

## Pseudepigraphie im Neuen Testament
Folgende Briefe werden von historisch-kritischen Theologen häufig als Pseudepigraphen bezeichnet:
- Brief des Paulus an die Epheser
- Brief des Paulus an die Kolosser
- 2. Brief des Paulus an die Thessalonicher
- 1. Brief des Paulus an Timotheus
- 2. Brief des Paulus an Timotheus
- Brief des Paulus an Titus
- 1. Brief des Petrus
- 2. Brief des Petrus
- Brief des Jakobus
- Brief des Judas

Die drei Briefe des Johannes sind ein Thema für sich. Die Tradition hat sie dem Apostel Johannes zugeordnet. In den Briefen wird die Verfasserschaft durch den Apostel nicht ausdrücklich behauptet. Möglicherweise liegt also eine Verwechslung mit einem Presbyter gleichen Namens vor.
Die pseudepigraphischen Texte im Kanon des Neuen Testaments werfen nach Ansicht des norwegischen Religionswissenschaftlers Einar Thomassen theologisch dornige Probleme auf, da sie Fälschungen seien und zum Teil erhebliche Anstrengungen unternähmen, die falsche Autorenschaft glaubhaft zu machen. Dadurch täten sie genau das, was sie selbst, wie zum Beispiel Eph 4,25  oder 2 Thess 2,2-3 , verbieten. Diese Probleme würden umgangen, indem man sie gegen den Stand der bibelwissenschaftlichen Forschung doch für authentisch erklärt; oder man leugnet bzw. minimiert das Moment der Täuschung, die mit der falschen Verfasserangabe einhergeht. Eine dritte Strategie bestehe darin, den autoritativen Status der überlieferten Texte auf bestimmte Schriften oder Passagen zu beschränken, das heißt, einen „Kanon innerhalb des Kanons“ zu definieren. Diese Praxis ist nach Thomassen in den Kirchen weit verbreitet, stellt aber in der Konsequenz das ganze Konzept eines Kanons als eines verbindlichen Korpus autoritativ gültiger Texte in Frage. Eine vierte, radikale Strategie könnte seines Erachtens darin bestehen, den Kanon neu zu definieren und die Pseudepigraphen daraus zu tilgen, doch dazu sehe er keine realistischen Ansätze, da die Heiligkeit der Bibel gerade in ihrer langen Tradition liege.

## Außerkanonische Pseudepigraphen

### Pseudepigraphen zum Alten Testament (Tanach)
Zwischen 200 v. Chr. und 200 n. Chr. entstanden zahlreiche religiöse Werke, die wichtigen Persönlichkeiten der hebräischen Bibel zugeschrieben wurden. Die meisten sind jüdisch, was Herkunft und Charakter betrifft, einige dürften auch von Christen stammen. Einen Sonderfall stellt Psalm 151 dar, der von den Ostkirchen als kanonisch anerkannt wird.
Die Äthiopisch-orthodoxe Kirche erkennt die folgenden sechs Schriften als kanonisch an:
- Äthiopisches Henochbuch (1. Henoch)
- Buch der Jubiläen
- Gebet des Manasse
- 1. Buch der Makkabäer
- 2. Buch der Makkabäer
- 3. Buch der Makkabäer

Allgemein als außerkanonisch geltende Schriften:
- 2. Henoch, oder: Slawisches Henochbuch
- Hebräisches Henochbuch (3. Henoch)
- 2. Baruch, oder: Syrische Baruch-Apokalypse
- 3. Baruch, oder: Griechische Baruch-Apokalypse
- 4. Baruch
- 3. Buch Esra
- 4. Buch Esra
- 5. Buch Esra
- 6. Buch Esra
- 3. Buch der Makkabäer
- 4. Buch der Makkabäer
- 5. Buch der Makkabäer
- 6. Buch der Makkabäer
- 7. Buch der Makkabäer
- 8. Buch der Makkabäer
- Adam Octipartitus
- Apokalypse des Abraham
- Apokalypse des Adam
- Apokalypse des Daniel (griech.)
- Apokalypse des Elias
- Apokalypse des Ezekiel
- Apokalypse des Mose → Leben Adams und Evas
- Apokalypse des Sedrach
- Apokalypse der Sieben Himmel
- Apokalypse des Zephania
- Apokryphon des Ezechiel
- Apokryphon von Jakob and Joseph
- Apokryphon Jeremias, auch: Koptisches Apokryphon Jeremias
- Apokryphon des Melchisedek
- Apokryphon der Zehn Stämme
- Aristeasbrief
- Assumptio Mosis → Himmelfahrt des Mose
- Brief des Rehobeam
- Buch Assafs (hebräisch)
- Buch der Höhlenschätze
- Buch Noah
- Darlegung Sems
- Eldad und Modad
- Elias Bittgebet
- Fragen Esras
- Gebet des Jakob
- Gebet des Josef
- Gemeinderegel
- Geschichte des Josef
- Geschichte der Rechabiten
- Griechische Esra-Apokalypse
- Henochisches Buch der Riesen (anderer Name: „Ogias, der Riese“)
- Himmelfahrt des Jesaja
- Himmelfahrt des Mose, lateinisch: Assumptio Mosis, auch: Testament des Mose
- Jakobs Leiter (hebräisch: Sulam Yaakov, סולם יעקב)
- Jannes und Jambres
- Joseph und Aseneth
- Leben Adams und Evas
- Das Leben der Propheten
- Oden Salomos
- Psalmen Salomos
- Psalmen 152–155
- Sibyllinische Orakel
- Testament Abrahams
- Testament Adams
- Testament Hiobs
- Testament Isaaks
- Testament Jakobs
- Testament Salomos
- Testamente der zwölf Patriarchen
- Vision Esras
- Visionen von Himmel und Hölle
- Worte des Sehers Gad
- Zeichen des Gerichts

### Pseudepigraphen zum Neuen Testament

#### Evangelientexte und geheime Offenbarungen Jesu
- Thomasevangelium (teilweise gnostisch)
- Evangelium der Wahrheit Evangelium Veritatis (gnostisch)
- Koptisches Ägypterevangelium (gnostisch, sethianisch)
- Nikodemusevangelium (zweiter Teil auch als „Pilatusakten“, lateinisch „Acta Pilati“ bekannt)
- Gamalielevangelium
- Apokryphon des Johannes (gnostisch, sethianisch)
- Apokryphon des Jakobus (zur Gnosis neigend)
- Dreigestaltige Protennoia (gnostisch, sethianisch)
- Pistis Sophia koptisch (gnostisch)
- Thomasbuch (auch: Buch des Athleten Thomas)
- Sophia Jesu Christi (gnostisch)

##### Kindheitsevangelien
- Evangelium der Geburt Marias, Libellus de Nativitate Sanctae Mariae → Protoevangelium des Jakobus
- Pseudo-Matthäus-Evangelium
- Kindheitsevangelium nach Thomas
- Protoevangelium des Jakobus (auch Geburt der Maria)
- Arabisches Kindheitsevangelium (syrisch)
- Armenisches Kindheitsevangelium (armenisch)
- Syrisches Evangelium der Kindheit unseres Herrn Jesus, oder: Geschichte von Josef, dem Zimmermann

##### Teilweise überlieferte Evangelien
- Judasevangelium (gnostisch)
- Petrusevangelium
- Evangelium der Maria
- Philippusevangelium
- Evangelium der Eva (gnostisch)
- Evangelium des Mani
- Unbekanntes Berliner Evangelium (auch: Evangelium des Erlösers) (gnostisch, 6. Jh.?)
- Evangelium nach Bartholomäus
- Evangelium der Zwölf

##### Rekonstruierte Evangelien
- Ebionitenevangelium
- Griechisches Ägypterevangelium
- Hebräerevangelium
- Geheimes Markusevangelium
- Evangelium nach Matthias
- Nazaräerevangelium
- Barnabasevangelium (islamisch beeinflusst, 14.–16. Jh.)

#### Apostelakten
- Andreasakten, Acta Andreae
- Barnabasakten
- Johannesakten, Acta Ioannis
- Märtyrerberichte
- Paulusakten
- Akten des Paulus und der Thekla, Acta Pauli et Theclae
- Petrusakten
- Akten des Petrus und Andreas
- Akten des Petrus und Paulus
- Akten des Petrus und der Zwölf
- Philippusakten, Acta Philippi
- Pilatusakten im Nikodemusevangelium
- Thomasakten Acta Thomae (auch: Apostelgeschichte des Thomas)
- Timotheusakten
- Akten von Xanthippe, Polyxena und Rebekka

#### Briefe
- Laodizenerbrief
- Brief der Korinther an Paulus
- 3. Korintherbrief (kanonisch in der syrisch-orthodoxen Kirche?), Teil der Paulusakten
- Briefwechsel zwischen Seneca und Paulus, 4. Jh. n.

#### Apokalypsen
- Visio Sancti Pauli (auch Apokalypse des Paulus bzw. Offenbarung des Paulus)
- Offenbarung des Petrus (auch: Petrusapokalypse oder Apokalypse des Petrus)
- Apokalypse des Pseudo-Methodius
- Apokalypse des Thomas
- Apokalypse des Stephanus
- 1. Apokalypse des Jakobus (auch: Offenbarung des Jakobus)
- 2. Apokalypse des Jakobus (gnostisch)

#### Weitere
- Apostolische Konstitutionen, lateinisch: Constitutiones Apostolorum
- Buch des Nepos
- Apostolische Kanones
- Syrische Schatzhöhle oder „Buch der Schatzhöhle“ oder „Die Schatzhöhle“
- Klementinen oder Pseudo-Klementinen
- Didache (ältester Katechismus)
- Liturgie des Hl. Jakobus
- Gebet des Apostels Paulus, lateinisch: Precatio Pauli (gnostisch) Protoevangelium des Jakobus

## Außerkanonische Schriften (ohne Verfasser)
Schriften oder Schriftfragmente, die biblischen Stoff darbieten und weder einen Verfassernamen
tragen noch den Eindruck erwecken wollen, von jemand bestimmtem geschrieben worden zu sein (siehe oben den Abschnitt Begriffsbestimmung), sind unabhängig von der Echtheit bzw. Historizität der überlieferten Worte als apokryph bzw. außerkanonisch zu bezeichnen. Dazu sind zu zählen:
- Fajjum Fragment
- Papyrus Oxyrhynchus 840
- Papyrus Oxyrhynchus 1224
- Papyrus Egerton 2
- Papyrus Cairensis 10 735
- Straßburger koptischer Papyrus
- Evangelium der Frau Jesu (koptisches Fragment, Echtheit zweifelhaft, möglicherweise moderne Fälschung)